# Ammerån (naturreservat)
Ammerån är ett naturreservat och Natura 2000-område som inrättats kring Ammerån i Ragunda och Strömsunds kommuner i Jämtlands län.
Området är naturskyddat sedan 2003 och är 800 hektar stort. 